# Tupuola Taisi Tufuga Efi

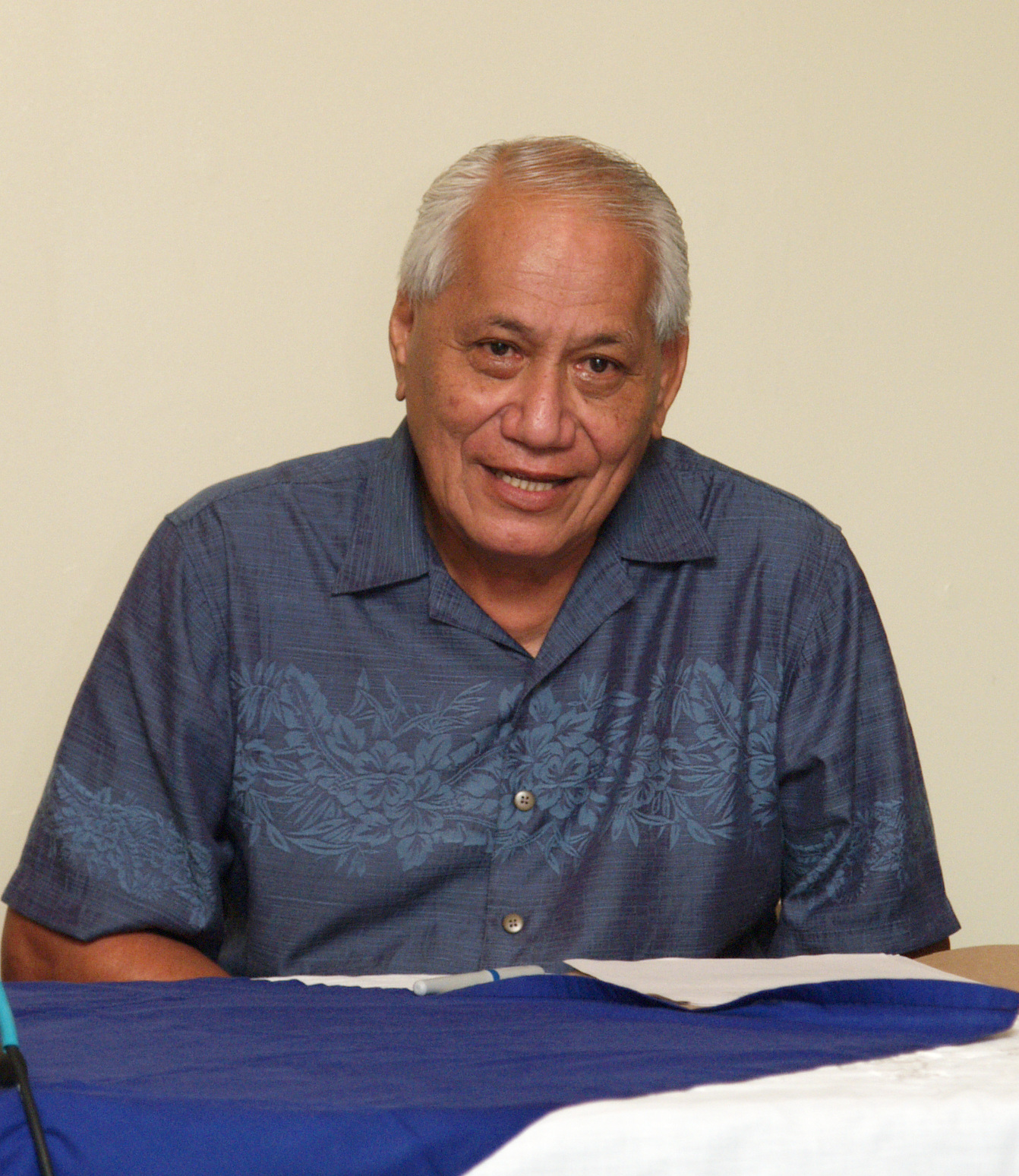
Seine Hoheit im Jahr 2006

Tui Atua Tupua Tamasese Efi (offizieller Titel, Stand 2014, * 1. März 1938 in Motootua) war von 2007 bis Juli 2017 Staatsoberhaupt (O le Ao o le Malo) von Samoa. Zuvor war er bereits zweimal Premierminister des Landes.

## Leben
Efi gehört einer der fürstlichen Familien Samoas an und ist Inhaber der Ehrentitel „Tamasese“ und „Tafaifa Tui Aana“ (auch in der Schreibung Tui Aʻanan). Nach der Verleihung des Titels „Tupuola“ wurde er zum Mitglied des Council of Deputies berufen, einem kleinen Gremium aus Mitgliedern der hohen Adelsfamilien, die durch ihre Mitgliedschaft automatisch auch Stellvertreter des jeweils amtierenden Staatsoberhauptes sind.
Der Sohn des am 5. April 1963 verstorbenen ersten Ko-Staatsoberhaupts mit Tupua Tamasese Meaʻole wurde am 24. März 1976 als Nachfolger seines Cousins Tupua Tamasese Lealofi IV. erstmals Premierminister und Außenminister des damaligen Westsamoa. Mütterlicherseits ist er – wie auch Misa Telefoni Retzlaff – ein Enkel des erfolgreichen samoanischen Geschäftsmannes Olaf Frederick Nelson (auch: Taisi Olaf), der aus einer schwedisch-samoanischen Mischehe stammt.
Während seiner Amtszeit lähmte ein durch die Gewerkschaft des öffentlichen Dienstes (Public Service Association) ausgelöster Generalstreik 1981 über mehrere Monate das Land. Nach den Parlamentswahlen vom April 1982 wurde er nach dem Wahlsieg der Human Rights Protection Party (HRPP) am 13. April 1982 von Vaʻai Kolone als Premierminister abgelöst.
Nachdem gegen die Regierung von Kolone ein Ermittlungsverfahren wegen Bestechlichkeit und Korruption eingeleitet worden war, wurde Efi am 18. September 1982 erneut Premierminister. Bereits am 31. Dezember 1982 musste er das Amt des Premierministers jedoch an den Vorsitzenden der HRPP Tofilau Eti Alesana abgeben.
Am 30. Dezember 1985 berief ihn Premierminister Kolone zum stellvertretenden Premierminister. Dieses Amt übte er bis zur erneuten Regierungsübernahme durch Alesana am 8. April 1988 aus.
Mit dem Tod von Malietoa Tanumafili II. am 11. Mai 2007 wurde das Amt des Staatsoberhaupts vakant. Am 16. Juni 2007 wurde Efi für fünf Jahre vom Parlament als Nachfolger gewählt, seine Vereidigung erfolgte am 20. Juni. Nach Ablauf der ersten Amtszeit wurde Efi 2012 ohne Gegenkandidaten für weitere fünf Jahre bestätigt. Diese Amtszeit dauert bis zum 25. Juli 2017. Am 5. Juli 2017 wurde Tuimalealiʻifano Vaʻaletoa Sualauvi II. zum neuen Staatsoberhaupt ernannt, da Efi nicht zu einer dritten Amtszeit antrat.